# Ottavio Dazzan
Ottavio Dazzan (Buenos Aires, 2 de janeiro de 1958 – Quilmes, 16 de janeiro de 2024) foi um ciclista italiano que competia em provas de ciclismo de estrada e pista.
Natural da Argentina, Dazzan representou a Itália nos Jogos Olímpicos de 1980 em Moscou, terminando na oitava posição na prova de velocidade. Se tornou profissional em 1981 e competiu até o ano de 1989.

## Morte
Dazzan morreu no dia 16 de janeiro de 2024, aos 66 anos.